# Britanici
Britanicii (în engleză British people) sunt un grup de popoare, locuitorii nativi ai Marii Britanii, Dependențelor coroanei și ale Teritoriilor de peste mări.
Britanicii au provenit de la variatele grupuri etnice care au stabilit în arhipelag înaintea secolului al XI-lea. Celți, britoni, romani, anglo-saxoni, precum și vikingi s-au amestecat de-a lungul secolelor schimbând structura populației esențial, până la cucerirea normandă din 1066. Cucerirea și unificarea multiplelor entități statale a facilitat, schimbul cultural și lingvistic, precum și a facilitat căsătoriile mixte între popoarele din Anglia, Scoția și Țara Galilor în timpul Evului Mediu, dar și în perioada medievală timpurie și până în prezent. Începând cu anul 1922, a fost permisă imigrația în Marea Britanie a persoanelor provenind din Irlanda, Commonwealth, Europa continentală, acestea și urmașii lor acum sunt în majoritate cetățeni britanici, cu unele limitări privind identitatea.